# Сабашинский, Адам Осипович

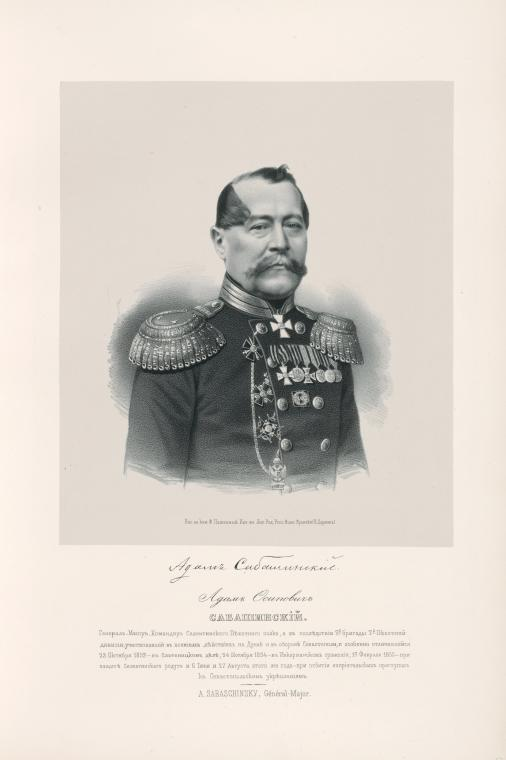

Адам Осипович Сабашинский, или Сабажинский (1800 — 23 марта 1870) — русский военачальник, генерал-лейтенант (16.04.1867), участник Венгерского похода 1849 года и герой обороны Севастополя.

## Биография
Родился в 1800 году, происходил из польского дворянского (шляхетского) рода. В 1818 году поступил в Тамбовский пехотный полк подпрапорщиком, а в 1820 году получил первый офицерский чин.
Принял участие в кампаниях: русско-турецкой 1828—1829 годов, Польской 1831 года и Венгерской 1849 года. По окончании последней кампании был назначен командиром Селенгинского пехотного полка. 
За выслугу 25 лет в офицерских чинах был награждён орденом Святого Георгия 4-й степени (4 декабря 1843).
В 1853 году, в начале Крымской войны, при атаке турецких позиций у Ольтеницы получил несколько ран и контузий.
В 1854 году с Селенгинским полком вступил в Севастополь и оставался здесь до оставления города. Какое деятельное участие в обороне Севастополя принимал Селенгинский полк со своим храбрым командиром, свидетельствует прежде всего тот факт, что один из важнейших и опаснейших редутов получил название Селенгинского.
Ряд боевых подвигов Сабашинского, особенно оборона сначала 6 июня 3-го бастиона, а потом 1-го и 2-го бастионов при общем штурме 27-го августа, доставили ему награды: чин генерал-майора и шпагу, украшенную бриллиантами, орден Святого Владимира 3-й степени и орден Святого Георгия 3-й степени (30 сентября 1855).
После Крымской кампании Сабашинский занимал последовательно должности помощника начальника 7-й и 13-й пехотных дивизий, а с 1866 года - Керчь-Еникальского коменданта. Получив в 1867 году чин генерал-лейтенанта, был назначен в 1870 году в распоряжение командующего войсками Одесского военного округа.
Умер 23 марта 1870 года. 

## Семья
- Дочь Надежда была замужем за генерал-лейтенантом Карлом Карловичем фон Медемом (1826-1892).

## Награды
Российские:
- Орден Святой Анны 4-й степени (1829)

- Орден Святой Анны 3-й степени с бантом (01.01.1830)

- Знак отличия за военное достоинство 4-й степени (1831)
- Орден Святого Владимира 4-й степени (12.09.1839)

- Орден Святого Георгия 4-й степени за 25 лет выслуги в офицерских чинах (04.12.1843)

- Орден Святого Станислава 2-й степени (09.06.1845)

- Орден Святой Анны 2-й степени (18.11.1849)

- Императорская корона к ордену Святой Анны 2-й степени (02.12.1851)

- Золотая полусабля с надписью "За храбрость" (1853)

- Орден Святого Владимира 3-й степени (1855)

- Золотая шпага с надписью "За храбрость", украшенная алмазами (1855)

- Орден Святого Георгия 3-й степени за отличие при обороне Севастополя (30.09.1855)

- Орден Святого Станислава 1-й степени (1861)

- Орден Святой Анны 1-й степени с мечами (1864)

Иностранные:
- Австрийский орден Железной короны 2-го класса (1850)
- Прусский орден Красного орла 2-го класса (1858)